# Jefferson County, Pennsylvania
Jefferson County är ett administrativt område i delstaten Pennsylvania i USA, med 45 200 invånare. Den administrativa huvudorten (county seat) är Brookville. Countyt är döpt efter Thomas Jefferson.

## Politik
Jefferson County tenderar att rösta på republikanerna i politiska val.
Republikanernas kandidat har vunnit rösterna i countyt i samtliga presidentval sedan valet 1888 utom vid två tillfällen: valen 1912 och 1964. I valet 2016 vann republikanernas kandidat Donald Trump med 77,5 procent av rösterna mot 18,6 för demokraternas kandidat (ca 60 procents marginal), vilket är den största segermarginalen i countyt för en kandidat genom alla tider.

## Geografi
Enligt United States Census Bureau har countyt en total area på 1 701 km². 1 697 km² av den arean är land och 4 km² är vatten.

### Angränsande countyn
- Forest County - nord
- Elk County - nordost
- Clearfield County - öst
- Indiana County - syd
- Armstrong County - sydväst
- Clarion County - väst